# 소득세 (대한민국)
소득세는 개인이 얻는 소득에 대하여 소득의 성격과 납세자의 부담능력 등에 따라 적정하게 과세함으로써 조세부담의 형평을 도모하고 재정수입의 원활한 조달에 이바지함이다.

## 납세의무자
1. “거주자”란 국내에 주소를 두거나 183일 이상의 거소(居所)를 둔 개인을 말한다.
2. “비거주자”란 거주자가 아닌 개인을 말한다.
3. “내국법인”이란 「법인세법」 제2조제1호에 따른 내국법인을 말한다.
4. “외국법인”이란 「법인세법」 제2조제3호에 따른 외국법인을 말한다.
5. “사업자”란 사업소득이 있는 거주자를 말한다.

## 납세지
- 거주자: 주소지
- 비거주자: 국내사업장의 소재지(없을시 국내원천소득이 발생하는 장소)

## 과세기간
- 원칙: 1.1~12.31
- 예외: 거주자 사망시(1.1~사망일), 거주자 출국시(1.1~출국일)

## 과세대상
이자소득, 배당소득, 사업소득, 근로소득, 연금소득, 기타소득 등에 부과되는 종합소득세와 퇴직소득세, 양도소득세 등이 있다.

### 금융소득
이자소득과 배당소득을 합쳐서 연간 2,000만원 초과시 종합소득세 신고대상임.

### 근로소득
근로자가 고용관계에 의해 종속적인 지위(종속성)에서 근로를 제공하고 그 대가로 지급받는 모든 금품.

### 연금소득
- 공적연금: 국민연금, 군인연금, 사학연금, 공무원연금
- 사적연금: 연금계좌 연금수령소득(퇴직연금,연금저축등)

### 사업소득
영리를 목적으로 자기의 계산과 책임하에 계속적 및 반복적으로 행하는 사업활동을 통하여 얻는 소득.

### 기타소득
이자소득·배당소득·사업소득·근로소득·연금소득·퇴직 소득 및 양도소득 외의 소득 중 과세대상으로 열거한 소득.
대표적으로 상금·현상금·포상금·보로금 등으로 받은 금품, 복권·경품권 등에 당첨되어 받은 금품, 경마·경륜·경정 등에 참가하여 받은 금품, 적법 또는 불법 여부에 관계없이 각종 사행성 행위로 인한 재산상의 이익, 영화필름이나 음반 등의 저작권·광업권·산업재산권·어업권·상표권·영업권 등을 양도하거나 사용의 대가로 받은 금품등이다.

## 과세표준
- 계산식: 종합소득금액-종합소득공제-조세특례제한법상 소득공제=종합소득과세표준

## 세율
2022년 귀속 종합소득세 세율
| 과세표준                                | 세율 | 누진공제     |
| --------------------------------------- | ---- | ------------ |
| 12,000,000원 이하                       | 6%   |              |
| 12,000,000원 초과 46,000,000원 이하     | 15%  | 1,080,000원  |
| 46,000,000원 초과 88,000,000원 이하     | 24%  | 5,220,000원  |
| 88,000,000원 초과 150,000,000원 이하    | 35%  | 14,900,000원 |
| 150,000,000원 초과 300,000,000원 이하   | 35%  | 14,900,000원 |
| 300,000,000원 초과 500,000,000원 이하   | 38%  | 19,400,000원 |
| 500,000,000원 초과 1,000,000,000원 이하 | 42%  | 35,400,000원 |
| 1,000,000,000원 초과                    | 45%  | 65,400,000원 |

## 신고납부
- 원칙: 다음연도 5월 1일 ~ 5월 31일

(상속개시일로부터 6개월이내 납부해야함, 이를 어길시 과산세가 부과됨)

### 예외사유
- 성실신고확인서 제출자는 다음연도 5월 1일 ~ 6월 30일
- 신고기한이 토요일, 공휴일인 경우 그 다음날
- 거주자가 사망한 경우: 상속개시일(사망일)이 속하는 달의 말일부터 6개월이 되는 날까지
- 국외이전을 위해 출국하는 경우: 출국일 전날까지